# Músíktilraunir
Músíktilraunir (deutsch Musikexperimente) ist ein isländischer Musikwettbewerb, der seit 1982 jährlich an unterschiedlichen Austragungsorten in Reykjavík durchgeführt wird. In englischer Sprache wird der Wettbewerb als Icelandic Music Experiments bezeichnet und mit IME abgekürzt.

## Austragung, Preise und Ziele von Músíktilraunir
Der Wettbewerb richtet sich an in Island lebende Musiker im Alter von 13 bis 25 Jahren. Jährlich können 40 bis 50 Bands teilnehmen. Die Gewinner erhalten Geldpreise in verschiedenen Kategorien (2017 zusammen etwas über 250.000 isländische Kronen), Einladungen zu Musikfestivals, Reisen und Spielzeit in professionellen Studios. Der Wettbewerb will nach eigenen Angaben:
- jungen isländischen Bands die Chance geben, ihre Musik vor einem Publikum zu spielen,
- Musikfreunden ein Forum geben, um talentierte junge Bands und Musiker zu beobachten,
- Medien dazu anregen, junge Musiker und ihre Musik darzustellen und zu präsentieren,
- Songwriter dazu ermutigen, Lyrik auf Isländisch zu schreiben.

## Gewinner
- 1982 – Dron
- 1983 – Dúkkulísurnar
- 1984 – ausgefallen wegen eines Lehrerstreiks
- 1985 – Gipsy
- 1986 – Greifarnir
- 1987 – Stuðkompaníið
- 1988 – Jójó
- 1989 – Laglausir
- 1990 – Nabblastrengir
- 1991 – Infusoria
- 1992 – Kolrassa Krókríðandi (später Bellatrix)
- 1993 – Yukatan
- 1994 – Maus
- 1995 – Botnleðja
- 1996 – Stjörnukisi
- 1997 – Soðin Fiðla
- 1998 – Stæner
- 1999 – Mínus
- 2000 – 110 Rottweiler hundar (später XXX Rottweiler hundar)
- 2001 – Andlát
- 2002 – Búdrýgindi
- 2003 – Dáðadrengir
- 2004 – Mammút
- 2005 – Jakobínarína
- 2006 – The Foreign Monkeys
- 2007 – Shogun
- 2008 – Agent Fresco
- 2009 – Bróðir Svartúlfs
- 2010 – Of Monsters and Men
- 2011 – Samaris
- 2012 – RetRoBot
- 2013 – Vök
- 2014 – Vio
- 2015 – Rythmatik
- 2016 – Hórmónar
- 2017 – Between Mountains
- 2018 – Ateria
- 2019 – Blóðmör
- 2020 – ausgefallen wegen der COVID-19-Pandemie[1]
- 2021 – Ólafur Kram
- 2022 – KUSK
- 2023 – Fókus
- 2024 – Vampíra